# Estimació de la densitat espectral

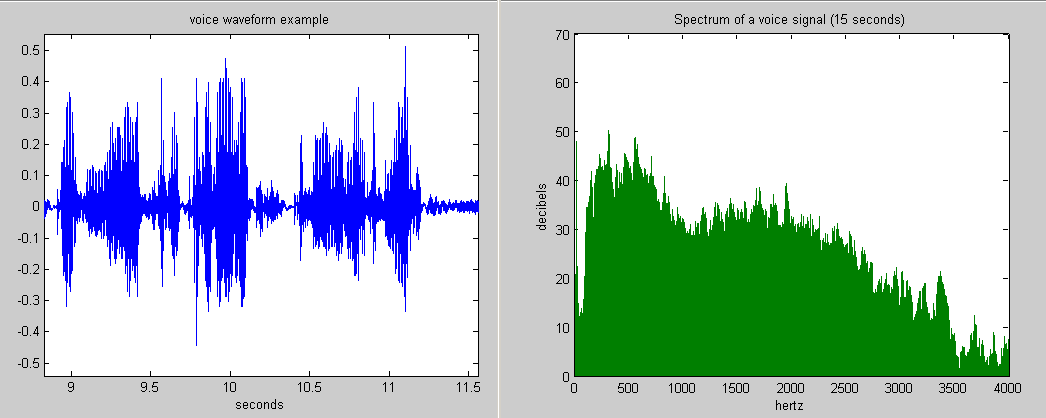
Exemple de forma d'ona de veu i el seu espectre de freqüència

En el processament estadístic del senyal, l'objectiu de l'estimació de la densitat espectral (SDE) o simplement l'estimació espectral és estimar la densitat espectral (també coneguda com a densitat espectral de potència) d'un senyal a partir d'una seqüència de mostres temporals del senyal. Intuïtivament parlant, la densitat espectral caracteritza el contingut de freqüència del senyal. Un dels propòsits de l'estimació de la densitat espectral és detectar qualsevol periodicitat en les dades, mitjançant l'observació de pics a les freqüències corresponents a aquestes periodicitats.

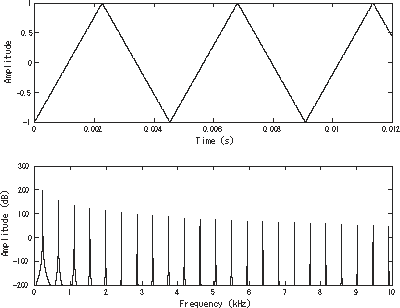
Una forma d'ona periòdica (ona triangular) i el seu espectre de freqüència, que mostra una freqüència "fonamental" a 220 Hz seguida de múltiples (harmònics) de 220 Hz.

Algunes tècniques SDE assumeixen que un senyal es compon d'un nombre limitat (generalment petit) de freqüències generadores més soroll i busquen trobar la ubicació i la intensitat de les freqüències generades. Altres no suposen el nombre de components i busquen estimar tot l'espectre generador.

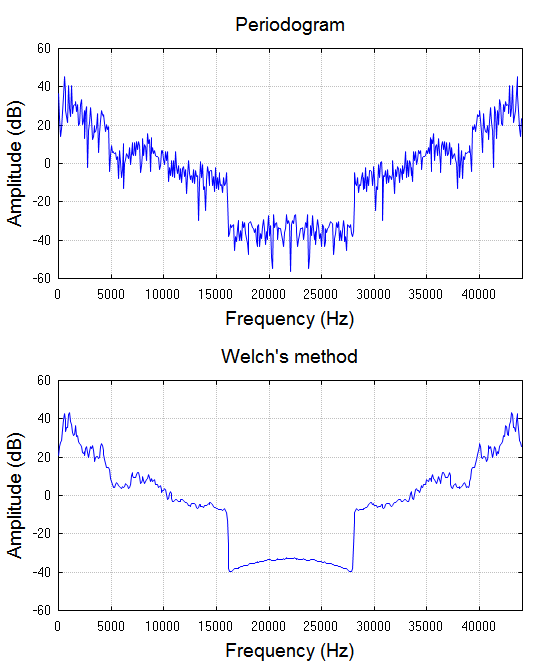
La densitat espectral de potència d'un segment de música s'estima mitjançant dos mètodes diferents, per a la comparació.

## Visió general
L'anàlisi de l'espectre, també anomenada anàlisi de domini de la freqüència o estimació de la densitat espectral, és el procés tècnic de descomposició d'un senyal complex en parts més simples. Com s'ha descrit anteriorment, molts processos físics es descriuen millor com una suma de molts components de freqüència individuals. Qualsevol procés que quantifiqui les diferents quantitats (per exemple, amplituds, potències, intensitats) en funció de la freqüència (o fase) es pot anomenar anàlisi d'espectre.
L'anàlisi d'espectre es pot realitzar en tot el senyal. Alternativament, un senyal es pot dividir en segments curts (de vegades anomenats fotogrames ) i l'anàlisi de l'espectre es pot aplicar a aquests segments individuals. Funcions periòdiques (com ara {\displaystyle \sin(t)} ) són especialment adequats per a aquesta subdivisió. Les tècniques matemàtiques generals per a l'anàlisi de funcions no periòdiques entren a la categoria de l'anàlisi de Fourier.
La transformada de Fourier d'una funció produeix un espectre de freqüència que conté tota la informació sobre el senyal original, però d'una forma diferent. Això significa que la funció original es pot reconstruir completament (sintetitzar ) mitjançant una transformada de Fourier inversa. Per a una reconstrucció perfecta, l'analitzador d'espectre ha de preservar tant l'amplitud com la fase de cada component de freqüència. Aquestes dues peces d'informació es poden representar com un vector bidimensional, com un nombre complex o com a magnitud (amplitud) i fase en coordenades polars (és a dir, com un fasor). Una tècnica comuna en el processament del senyal és considerar l'amplitud al quadrat, o potència; en aquest cas, la trama resultant s'anomena espectre de potència.A causa de la reversibilitat, la transformada de Fourier s'anomena representació de la funció, en termes de freqüència en lloc de temps; per tant, és una representació del domini de la freqüència. Les operacions lineals que es podrien realitzar en el domini del temps tenen homòlegs que sovint es poden realitzar més fàcilment en el domini de la freqüència. L'anàlisi de freqüència també simplifica la comprensió i la interpretació dels efectes de diverses operacions en el domini del temps, tant lineals com no lineals. Per exemple, només les operacions no lineals o variant en el temps poden crear noves freqüències en l'espectre de freqüències.
A la pràctica, gairebé tots els programes i dispositius electrònics que generen espectres de freqüència utilitzen una transformada de Fourier discreta (DFT), que funciona amb mostres del senyal i que proporciona una aproximació matemàtica a la solució integral completa. La DFT s'implementa gairebé invariablement mitjançant un algorisme eficient anomenat transformada ràpida de Fourier (FFT). La matriu de components de magnitud quadrada d'un DFT és un tipus d'espectre de potència anomenat periodograma, que s'utilitza àmpliament per examinar les característiques de freqüència de les funcions lliures de soroll, com ara les respostes d'impuls del filtre i les funcions de finestra. Però el periodograma no proporciona guany de processament quan s'aplica a senyals semblants a sorolls o fins i tot a sinusoides amb relacions senyal-soroll baixes. En altres paraules, la variància de la seva estimació espectral a una freqüència determinada no disminueix a mesura que augmenta el nombre de mostres utilitzades en el càlcul. Això es pot mitigar fent la mitjana al llarg del temps (mètode de Welch) o sobre freqüència (suavització). El mètode de Welch s'utilitza àmpliament per a l'estimació de la densitat espectral (SDE). Tanmateix, les tècniques basades en periodograma introdueixen petits biaixos que són inacceptables en algunes aplicacions. Així que es presenten altres alternatives a la següent secció.

## Tècniques
A continuació es mostra una llista parcial de tècniques d'estimació de la densitat espectral no paramètrica:
- Mètodes per als quals les mostres de senyal poden estar espaciades de manera desigual en el temps (els registres poden estar incomplets)
  - Anàlisi espectral de mínims quadrats, basada en els mínims quadrats que s'ajusten a freqüències conegudes
  - Periodograma Lomb-Scargle, una aproximació de l'anàlisi espectral dels mínims quadrats
  - Transformada de Fourier discreta no uniforme

- Mètodes per als quals les mostres de senyal s'han d'espaiar uniformement en el temps (els registres han d'estar complets)
  - Periodograma, el mòdul quadrat de la transformada discreta de Fourier
  - El mètode de Bartlett és la mitjana dels periodogrames pres de múltiples segments del senyal per reduir la variància de l'estimació de la densitat espectral
  - El mètode de Welch és una versió amb finestra del mètode de Bartlett que utilitza segments superposats
  - Multitaper és un mètode basat en periodogrames que utilitza múltiples cònics, o finestres, per formar estimacions independents de la densitat espectral per reduir la variància de l'estimació de la densitat espectral.
  - L'anàlisi d'espectre singular és un mètode no paramètric que utilitza una descomposició de valors singulars de la matriu de covariància per estimar la densitat espectral
  - Transformada de Fourier a curt temps
  - El filtre crític és un mètode no paramètric basat en la teoria del camp d'informació que pot tractar el soroll, les dades incompletes i les funcions de resposta instrumental.

- Tècniques paramètriques (una llista incompleta):
- Estimació del model autoregressiu (AR), que suposa que la n -ésima mostra està correlacionada amb les p mostres anteriors.
- Estimació del model de mitjana mòbil (MA), que suposa que la n- ésima mostra està correlacionada amb els termes de soroll de les p mostres anteriors.
- Estimació de mitjana mòbil autoregressiva (ARMA), que generalitza els models AR i MA.
- La classificació de senyals múltiples (MUSIC) és un mètode de superresolució popular.
- L'estimació espectral d'entropia màxima és un mètode de tots els pols útil per a SDE quan s'esperen característiques espectrals singulars, com ara pics aguts.

- Tècniques semiparamètriques (una llista incompleta):
- - Estimació SParse Iterative Covariance-based Estimation (SPICE) i la més generalitzada.
  - Estimació de l'enfocament adaptatiu iteratiu (IAA).
  - Lasso, semblant a l'anàlisi espectral de mínims quadrats però amb una pena que obliga a l'escàs.